# Beademing
Beademing is het proces waarbij mensen die niet voldoende zelfstandig kunnen ademen lucht krijgen via een externe kracht (mond-op-mondbeademing, een mondkapje met beademingsballon of via een beademingsapparaat).
Beademing wordt toegepast als de ademhaling en/of zuurstof- en koolstofdioxideuitwisseling in de longen niet voldoende is. Als dit het geval is krijgen cellen in het lichaam te weinig zuurstof aangeboden en kan weefsel afsterven.
Bij machinale beademing is de betreffende patiënt aangesloten op een beademingsapparaat via één of twee slangen. De slangen zijn verbonden met een zuurstofmasker of een zogenaamde tube die de luchtweg ingaat. Om deze tube zit een ronde opblaasbare ring (cuff) die ervoor zorgt dat de luchtweg luchtdicht is afgesloten, zodat er geen lucht kan ontsnappen via de mond/keelholte.
Er wordt onderscheid gemaakt tussen non-invasieve en invasieve beademing.

## Non-invasieve beademing
De patiënt draagt een zuurstofmasker om zijn neus en mond, waarmee de luchtslangen zijn verbonden aan de beademingsmachine. 

## Invasieve beademing
Een buisje (een endotracheale tube) wordt in de bovenste luchtwegen gebracht dat luchtdicht wordt afgesloten met een opblaasbare afsluiting om de buis, zodat er geen lucht kan ontsnappen. Deze buis wordt tussen de stembanden door geschoven, een geïntubeerde patiënt kan dus niet praten. Soms wordt er van buiten een snede in de luchtwegen gemaakt om de luchtslangen aan te sluiten. Dit wordt tracheotomie of tracheostomie genoemd en wordt vooral toegepast om het risico op luchtweginfecties te verkleinen bij patiënten die langere tijd beademd moeten worden. Een ander voordeel van een tracheostomie is het feit dat de patiënt kan praten.

### Nevenwerkingen van beademing

#### Ventilator-geassocieerde pneumonie (VAP)
Een belangrijke nevenwerking bij invasieve beademing is de ventilator-geassocieerde pneumonie (VAP). Deze leidt tot een verhoogde mortaliteit, een verlengde hospitalisatie en een toename van de kosten. Een half rechtop zittende houding (30° tot 60°) leidt waarschijnlijk minder tot VAP dan een volledige rugligging (0°-10°).

## Toepassingen
Voorbeelden van ziekten waarbij kunstmatige beademing nodig is, zijn onder andere COPD, longemfyseem, COVID-19 en cor pulmonale. Beademing wordt ook vaak gegeven tijdens narcose bij operatieve ingrepen, omdat daarbij de ademhaling kunstmatig onderdrukt wordt.